# آئروناوس دومینیکاناس
آئروناوس دومینیکاناس (به انگلیسی: Aeronaves Dominicanas) یک شرکت هواپیمایی است که در تاریخ حدود ۱۹۸۰ میلادی تأسیس شده است. دفتر مرکزی آئروناوس دومینیکاناس در سانتو دومینگو، جمهوری دومینیکن واقع شده‌است و قطب این شرکت هواپیمایی در فرودگاه بین‌المللی لا امریکاس قرار دارد و به ۱۴ مقصد، پرواز انجام می‌دهد.